# Dodge Charger Daytona
Dodge Charger Daytona – samochód sportowy klasy wyższej produkowany pod amerykańską marką Dodge od 2024 roku.

## Historia i opis modelu

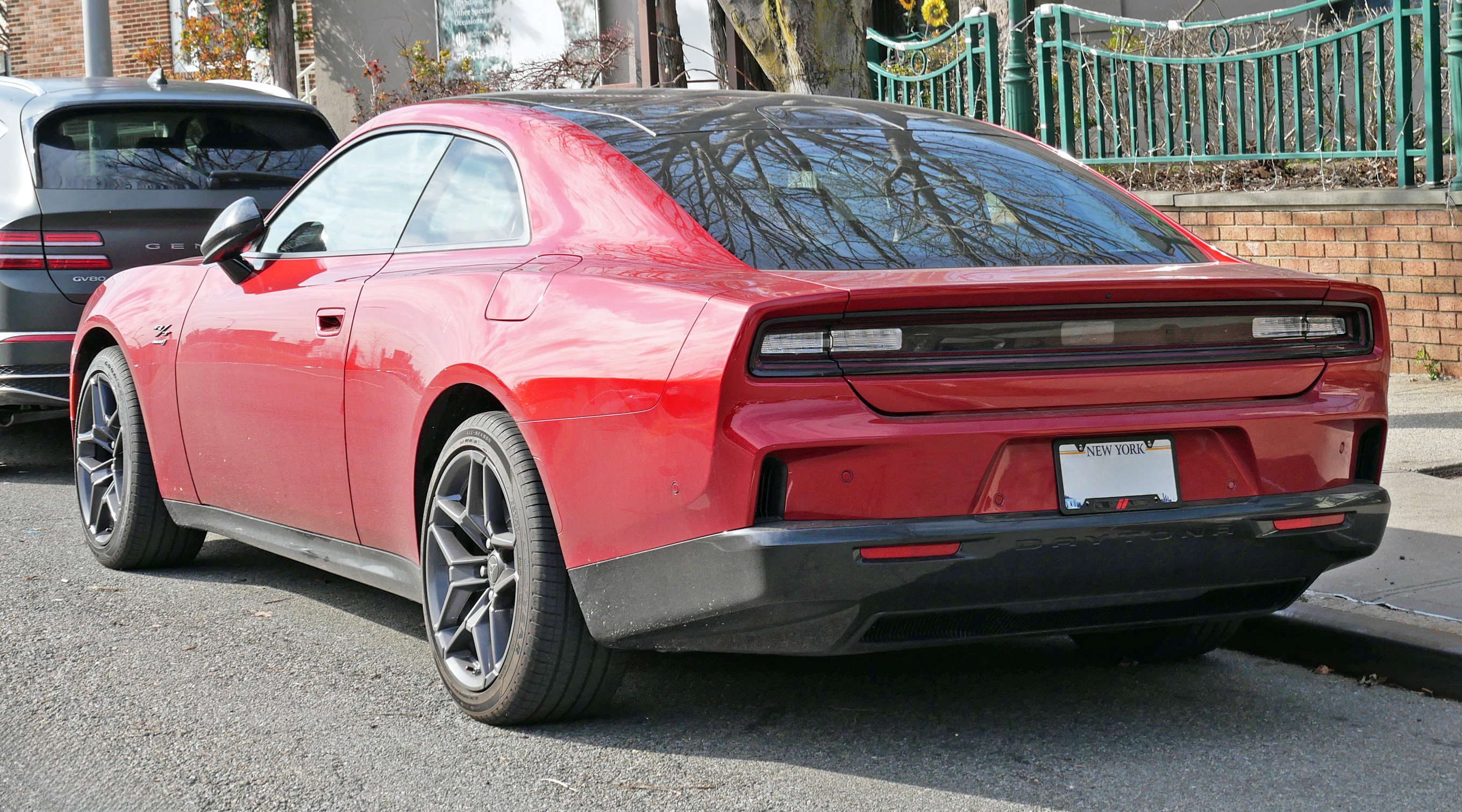
Dodge Charger Daytona - tył

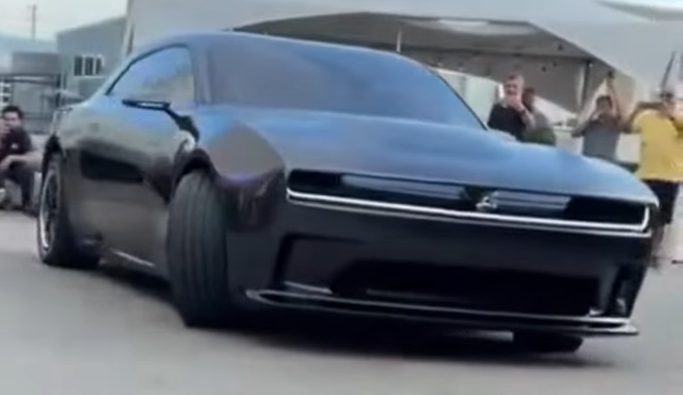
Dodge Charger Daytona SRT Concept

Po dekadzie stagnacji i braku nowych modeli za przynależności Dodge'a do koncernu FCA, wejście amerykańskiej firmy w skład nowego konglomeratu Stellantis w 2021 roku przyniosło inwestycję w modernizację oferty. Zapowiedzią pierwszego opracowanego od podstaw nowego produktu amerykańskiej marki został prototyp dużego, 3-drzwiowego coupe Dodge Charger Daytona SRT Concept. Przedstawiony w sierpniu 2022 roku, w obszernym stopniu zapowiedział produkcyjny samochód będący wówczas w fazie rozwojowej. 
Seryjny Dodge Charger Daytona oficjalnie zadebiutował w marcu 2024 roku, zastępując jednocześnie właśnie wycofanego po 16 latach produkcji 2-drzwiowego Challengera i wytwarzanego 13 lat 4-drzwiowego Chargera. Samochód w obszernym zakresie odtworzył projekt stylistyczny studium z 2022 roku autorstwa Ralpha Gillesa, wyróżniając się przysadzistą, kanciastą sylwetką z wydłużonymi zwisami, wyraźnie zarysowanymi nadkolami i pionowo ściętym nadoziem. Tylną część nadwozia zwieńczyła biegnąca przez całą szerokość blenda, z kolei przód przyozdobił wąski pas świetlny łączący położone pod kątem reflektory. Zabieg ten podyktowano wygospodarowaniem dodatkowego wlotu powietrza poprowadzonego pod obudową zderzaka w kierunku maski.
Samochód powstał w dwóch wariantach nadwoziowych - jako 3-drzwiowe coupe, jak i 5-drzwiowy liftback. Kabina pasażerska została utrzymana w okalającej kierowcę estetyce, z rozbudowanym oświetleniem ambiente poprowadzonym od boczków drzwi po deskę rozdzielczą, a sam kokpit zdominowały dwa wyświetlacze: cyfrowe wskaźniki o przekątnej 10,3 cala oraz centralny, skierowany ku kierowcy dotykowy ekran systemu multimedialnego o przekątnej 12,3 cala.
Długi na ponad 5,2 metrów samochód oparto na modułowej platformie koncernu Stellantis, STLA Large, będąc dostosowanym do spalinowego i elektrycznego układu napędowego. W przeciwieństwie do poprzedników nie przewidziano jednostek typu V8 na rzecz rzędowych, sześciocylindrowych podwójnie turbodoładowanych silników z serii Hurricane. 3-litrową jednostka rozwinęła 420 lub 550 KM mocy.

### Charger Daytona EV
Dodge Charger Daytona został pierwszym w historii muscle carem dostępnym także jako samochód w pełni elektryczny. Przewidziano trzy warianty napędowe: podstawowy, EDM, rozwinął 335 KM mocy i 407 Nm maksymalnego momentu obrotowego. Kolejny, R/T, zyskał 456 KM mocy przy 548 Nm maksymalnego momentu obrotowego. Sprint od 0 do 100 km/h zajął 4,7 sekundy, a prędkość maksymalna - 220 km/h. Topowy elektryczny Charger Daytona, Scat Pack, do 670 KM mocy i 3,3 sekundy sprintu od 0 do 100 km/h. Bateria o pojemności 100,5 kWh pozwoliła na przejechanie na jednym ładowaniu do 510 kilometrów, a dzięki 400-woltowej architekturze maksymalna prędkość ładowania wyniosła 183 kW. Maksymalnie ładowanie od 20 do 80 % może zająć 27 minut.

### Sprzedaż
Dodge Charger Daytona został zbudowany głównie z myślą o rodzimym, amerykańskim rynku, trafiając do produkcji w kanadyjskich zakładach Stellantis North America w Windsor w połowie 2024 roku. W pierwszej kolejności do sprzedaży trafił wariant elektryczny, a spalinowy - w 2025.

### Silniki
- R6 3.0l 420 KM Twin-Turbo Hurricane
- R6 3.0l 550 KM Twin-Turbo Hurricane